# شرمن ویلیامز
شرمن الکساندر ویلیامز (به انگلیسی: Sherman Alexander Williams) (زاده اول سپتامبر ۱۹۷۲ در فریپورت، باهاما) مشت‌زن حرفه ای اهل باهاما است. وی با قهرمانان و مدعیان سابق جهان، ایواندر هالیفیلد، جوزف پارکر، جرالد واشینگتن، رابرت هلنیوس، مانوئل چار، جمیل مک کلاین، اوبد سالیوان و آلفرد کول مبارزه کرده‌است.